# Pavlò Skoropadski
Pavlò Skoropadski (ucraïnès: Павло́ Петро́вич Скоропа́дський)  (Wiesbaden, 3 de maig de 1873 (Julià) - Metten, 26 d'abril de 1945), nom complet amb patronímic Pavlò Petròvitx Skoropadski, fou un polític ucraïnès. S'uní tardanament al moviment nacional ucraïnès i representà la seva ala dretana.

## Biografia
Pavlò Skoropadski era un aristòcrata i un general condecorat de l'exèrcit imperial rus, que esdevingué un cap conservador en la lluita d'Ucraïna per la independència durant la Revolució Russa de 1917. Era un membre de la lògia maçònica anomenada "Jove Ucraïna", que es va formar durant aquest període i després integrà la lògia dels Martinistes de Kíev.
El 29 d'abril de 1918 després d'un cop d'Estat contra la Rada Central Skoropadskyi fou proclamat Hetman (líder) del Govern d'un "Estat Ucraïnès" (Ukraïnska Derjava). El seu govern, i el seu període en el poder, són també coneguts com a "Hetmanat".
Tècnicament, la República Popular d'Ucraïna va ser abolida per un Congrés dels grangers de tots els ucraïnesos. En realitat el cop va ser sancionat per l'exèrcit alemany, que ocupà Kíev i altres parts d'Ucraïna a la primavera de 1918. Aquesta ocupació es portà a terme amb l'acord del govern de la República d'Ucraïna, per repel·lir la invasió de les forces bolxevics russes. A canvi, el govern de la República es comprometia a proporcionar a les forces alemanyes subministraments d'aliments requisats. Ràpidament, el comandament de l'exèrcit alemany no es mostrà satisfet amb la ineficàcia i la incompetència del govern republicà, que amb prou feines aconseguia subministrar les provisions a temps, potser perquè aquest acord era molt impopular

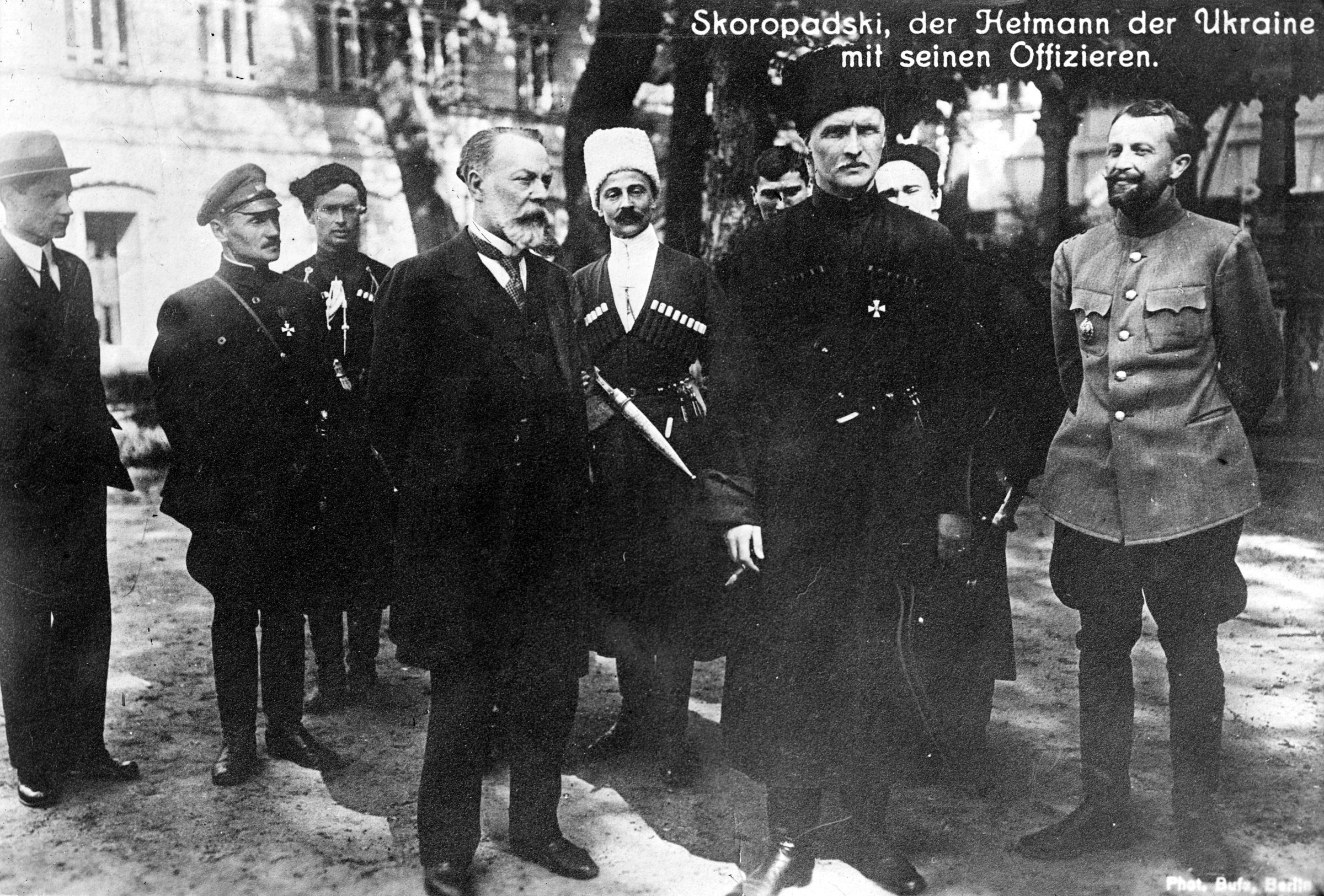
Pavlò Skoropadski a la part central, cap a la dreta de la fotografia.

Els altres polítics ucraïnesos acusaren Skoropadski de ser el titella dels alemanys, amb el suport d'un gran nombre de terratinents locals. Així mateix, es considerava també que era pro-rus i dictatorial: va conformar un nou gabinet format principalment per monàrquics russos, favorables a una federació amb un futura Rússia no-bolxevic.
Malgrat aquestes crítiques, en contrast amb l'anterior Rada socialista, el seu govern va aconseguir crear una organització administrativa eficaç, va establir relacions diplomàtiques amb molts països, va concloure un tractat de pau amb la Rússia soviètica i construí diversos escoles i universitats.
El novembre de 1918, Skoropadskyi va ser enderrocat en un aixecament dirigit per Símon Petliura. Aquest aixecament restaurà nominalment la República Popular d'Ucraïna, però el poder estava en mans d'un Directori, un organisme no elegit, compost per cinc consellers presidits per Volodímir Vinnitxenko.
Tot i estar enderrocat, Skoropadski mai no va renunciar al seu títol de Hetman. Instal·lat a Alemanya, manté estrets vincles amb el govern alemany i els oficials de l'exèrcit, als quals l'uneixen llaços personals d'amistat que es remunten als anys de formació a l'acadèmia militar. Skoropadskyi va fugir davant l'avanç de les forces soviètiques amb l'exèrcit alemany en retirada. Va morir a l'exili a Alemanya, després d'haver estat ferit per una bomba aliada.
El moviment continua fins a principis dels anys 1980. Aquest presenta des dels anys vint un programa ucraïnès de monarquia hereditària ucraïnesa basat en el model britànic, tot refereint-se al Hetmanat cosac. Desapareix amb l'envelliment de les comunitats d'emigrants de l'est d'Ucraïna.
La filla de Skoropadski, Olena Ott-Skoropadska, és considerada com l'hereva dels seus títols i honors. Resident a Suïssa, va visitar diverses vegades Ucraïna i va ser recompensada pels seus escrits històrics.